# バーナビー・ジョイス

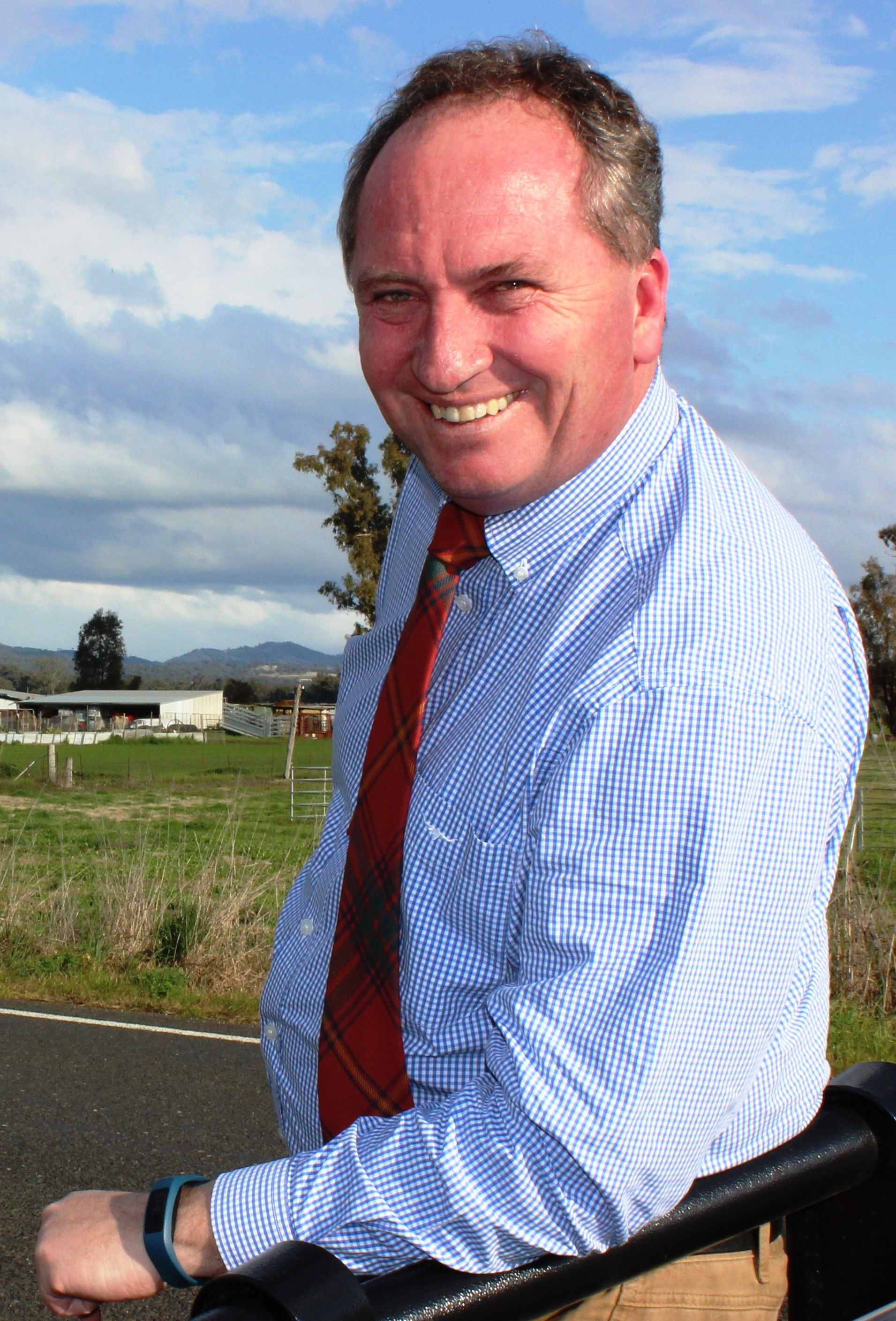
バーナビー・ジョイス (2014年)

バーナビー・トーマス・ジェラルド・ジョイス（Barnaby Thomas Gerard Joyce、1967年4月17日 - ）は、オーストラリアの政治家、元農夫、銀行家、会計士、軍人。

## 経歴
ニューイングランド大学卒業後、農夫やクラブのセキュリティ、銀行などで働き、一時は会計事務所を経営していた。2004年の選挙で当選、2005年から2011年までクイーンズランド州上院議員、2013年から農産大臣、2016年からオーストラリア副首相ならびオーストラリア国民党党首。

## 二重国籍問題
2017年7月から二重国籍問題で辞任したマシュー・キャナヴァンに変わって資源省長を勤めていたが、2017年8月14日、ジョイスも二重国籍の可能性を指摘され、ニュージーランド生まれの父親がいることから、ニュージーランド外務省からジョイスはニュージーランド国籍を保有していると発表されると、オーストラリア憲法44条に違反するため連邦議員として適格かどうか最高裁に確認を求めると発表した。同年10月27日、最高裁は二重国籍であることを認定し、議員辞職は不可避となった。なお、ニュージーランド国籍は既に放棄しており、選挙への再出馬は可能な状態となっている。